# UK Download Chart
Le UK Download Chart représente le classement des titres les plus téléchargés en Angleterre chaque semaine.